# Scotura transversa
Scotura transversa är en fjärilsart som beskrevs av W. Warren 1906. Scotura transversa ingår i släktet Scotura och familjen tandspinnare. Inga underarter finns listade.